# PFK Bunyodkor
PFK Bunyodkor (uzbekiska: Bunyodkor Professional futbol klubi; 2005–2008 Quruvchi PFK) är en uzbekisk fotbollsklubb från Tasjkent, grundad den 6 juli 2005. År 2008 försökte klubben köpa Samuel Eto'o från Barcelona men köpte i stället Rivaldo från AEK Aten och Luizão från Vasco da Gama. Mellan år 2008 och 2010 spelade även den chilenske landslagsmannen José Luis Villanueva i klubben. Den 12 augusti 2010 lämnade Rivaldo klubben.
Den 8 juni 2009 tog Luiz Felipe Scolari över som tränare i klubben efter Zico. Den 6 juni 2010 avgick Scolari som klubbens tränare.
Klubben spelar för närvarande i Olij Liga. Deras hemmamatcher spelas på Bunjodkor-stadion, som invigdes i september 2012. Arenan har en kapacitet för 34 000 åskådare.

## Meriter
- Uzbekiska mästare: 2008, 2009, 2010, 2011, 2013[3]
- Uzbekiska cupen : 2008, 2010, 2012, 2013[4]
- Uzbekiska supercupen: 2014

## Placering tidigare säsonger
Quruvchi Toshkent (Kuruvcji)
| Säsong | Nivå | Liga      | Placering | Referens |
| ------ | ---- | --------- | --------- | -------- |
| 2006   | 1    | 1. Liga   | 1         | [ 5 ]    |
| 2007   | 1    | Olij Liga | 2         | [ 6 ]    |

FK Bunyodkor sedan 2008
| Säsong | Nivå | Liga      | Placering | Referens |
| ------ | ---- | --------- | --------- | -------- |
| 2008   | 1    | Olij Liga | 1         | [ 7 ]    |
| 2009   | 1    | Olij Liga | 1         | [ 8 ]    |
| 2010   | 1    | Olij Liga | 1         | [ 9 ]    |
| 2011   | 1    | Olij Liga | 1         | [ 10 ]   |
| 2012   | 1    | Olij Liga | 2         | [ 11 ]   |
| 2013   | 1    | Olij Liga | 1         | [ 12 ]   |
| 2014   | 1    | Olij Liga | 4         | [ 13 ]   |
| 2015   | 1    | Olij Liga | 4         | [ 14 ]   |
| 2016   | 1    | Olij Liga | 2         | [ 15 ]   |
| 2017   | 1    | Olij Liga | 4         | [ 16 ]   |
| 2018   | 1    | Olij Liga | 4         | [ 17 ]   |
| 2019   | 1    | Olij Liga | 3         | [ 18 ]   |
| 2020   | 1    | Olij Liga | 4         | [ 19 ]   |
| 2021   | 1    | Olij Liga | 5         | [ 20 ]   |
| 2022   | 1    | Olij Liga | 8         | [ 21 ]   |
| 2023   | 1    | Olij Liga | 8         | [ 22 ]   |
| 2024   | 1    | Olij Liga | 10        | [ 23 ]   |

## Kända spelare
- Rivaldo
- José Luis Villanueva
- Luizão
- Abdukodir Khusanov